# Fang (Arbeitssicherheit)
Fang ist in der Arbeitssicherheit die Bezeichnung für Gefährdungen, die von rotierenden ungeschützten Teilen ausgehen. Der Begriff Fang bezieht sich darauf, dass Kleidung, Schmuckstücke, Haare oder andere Körperteile durch die Rotation einer Maschine eingefangen werden.

## Maßnahmen zur Risikovermeidung

Handschuhe verboten

Zur Risikovermeidung ist es verboten, an einer Bohrmaschine mit Handschuhen zu arbeiten. Die Handschuhe können von der Bohrspindel oder dem Bohrer erfasst werden, durch die Rotationsgeschwindigkeit der Bohrmaschine kann es zum Abreißen eines Fingers oder der Hand kommen. Für die Arbeit an Maschinen mit ungeschützten rotierenden Teilen gelten daher besondere Arbeitssicherheitsvorschriften, wie das Tragen von eng anliegender Arbeitskleidung oder Haarnetzen. Insbesondere im Bereich der Hände und Unterarme sollte die Kleidung keine Fangstellen aufweisen. Manschetten müssen geschlossen sein oder nach innen umgeschlagen werden.
Gerade in der Metallindustrie mit ihren oft tonnenschweren Walzen kommt es immer wieder zu tödlichen Unfällen durch Fang. Neben den Fangstellen gibt es weitere Gefährdungen durch Stoß-, Quetsch-, Scher-, Schneid-, Stich-, Aufwickel- oder Einzugstellen. Auf das Verbot der Benutzung von Handschuhen sollte an den Maschinen durch ein entsprechendes Hinweisschild hingewiesen werden. Es schließt ebenfalls ein Verbot des Tragens von Ringen, Armbanduhren, Schmuck und ähnlichen Gegenständen ein, die aus Gründen der Arbeitssicherheit an Maschinen mit rotierenden Teilen oder Fangstellen nicht getragen werden dürfen.
Fangstellen lassen sich beispielsweise vermeiden, wenn anstelle von vorstehenden Bedienteilen Griffmulden verwendet werden.